# Тульгузбаш
Тульгузбаш (Тюльгузбаш, баш. Төлгөҙбаш) — деревня в Аскинском районе Республики Башкортостан России. Входит в состав Аскинского сельсовета.

## География
Стоит на реке Аскинка.
Расстояние до:
- районного центра (Аскино): 18 км,
- центра сельсовета (Аскино): 18 км,
- ближайшей железнодорожной станции (Чернушка): 79 км.

## История
Деревня возникла в конце XIX века в верховьях одноимённой речки. В 1920 году в ней насчитывалось 74 двора, население составляло 345 человек (башкиры).

## Население
| 2002 | 2009 | 2010 |
| ---- | ---- | ---- |
| 267  | ↗303 | ↘265 |

Согласно переписи 2002 года, преобладающие национальности — башкиры (56 %), татары (43 %).

## Инфраструктура
Личное подсобное хозяйство с зоной сельскохозяйственного использования, индивидуальная застройка усадебного типа.
Основа экономики — сельское хозяйство.
ООШ д. Тульгузбаш.

## Транспорт
Деревня доступна автотранспортом.

## Религия
В деревне есть мечеть.

## Известные уроженцы, жители
- Галимзянов, Салимзян Галимзянович (1915—2005) — Герой Советского Союза. В деревне установлена мемориальная доска Салимзяну Галимзянову
- Нурмухаммет Юмрани (1882—1934) — башкирский поэт-импровизатор, сэсэн.

## Достопримечательности
Стела «Вечная память».